# Distrikt Miraflores (Arequipa)
Der Distrikt Miraflores liegt in der Provinz Arequipa der Region Arequipa in Südwest-Peru. Der Distrikt wurde am 2. Januar 1857 gegründet. Er hat eine Fläche von 26,1 km². Beim Zensus 2017 lebten 62.895 Einwohner im Distrikt. Im Jahr 1993 lag die Einwohnerzahl bei 50.590, im Jahr 2007 bei 50.704. Die Distriktverwaltung befindet sich in der im Südwesten des Distrikts auf einer Höhe von 2430 m gelegenen Stadt Miraflores. Diese ist Teil des Ballungsraumes der Provinz- und Regionshauptstadt Arequipa und liegt 1,6 km ostnordöstlich von deren Stadtzentrum.

## Geographische Lage
Der Distrikt Miraflores liegt im nördlichen Zentrum der Provinz Arequipa. Der Distrikt hat eine Längsausdehnung in SW-NO-Richtung von 16,5 km. Er reicht im Nordosten bis zum 5822 m hohen Gipfel des Vulkans Misti. Ein Großteil des Distrikts liegt am Südwesthang des Vulkans, der mit ehemaligen Lavaströmen bedeckt ist.
Der Distrikt Miraflores grenzt im Westen an den Distrikt Alto Selva Alegre, im Osten an die Distrikte Chiguata und Mariano Melgar sowie im Südwesten an den Stadtdistrikt Arequipa.